# Hrsta
Hrsta, stylisé HṚṢṬA, (hɜrʃtə; sanskrit ; हृष्ट ɦr̩ʂʈa) est un groupe de post-rock canadien, originaire de Montréal, au Québec. Il est actuellement signé au label canadien Constellation Records. Le meneur du groupe, Mike Moya, est aussi l'un des membres fondateurs du groupe Godspeed You! Black Emperor. Le style musical de Hrsta est comparé à celui de Godspeed You! Black Emperor, Thee Silver Mt. Zion Memorial Orchestra et Set Fire to Flames, groupes auxquels Mike Moya a contribué.

## Biographie
Hrsta est formé en 2001 à Montréal, au Québec. Le premier album studio du groupe, L'Éclat du ciel était insoutenable, est publié la même année, au label Fancy Recordings, et distribué par Alien8 Recordings,. Le groupe se met peu de temps après en pause, Moya travaillant au sein de Molasses et Set Fire to Flames entre 2001 et 2004. En 2004, Moya réunit Hrsta. Le groupe signe au label canadien Constellation Records, et enregistre un deuxième album studio. Celui-ci, intitulé Stem Stem in Electro, est publié en 2005,. L'album fait participer une large palette de musiciens montréalais comme Brooke Crouser (Jackie-O Motherfucker et Swords Project) à l'orgue, guitare, et aux effets sonore, le bassiste Harris Newman (ex-Sackville) et le batteur Eric Craven (ex-Hangedup).
Hrsta tourne en Europe dès 2006, Moya et Crouser recrutant les musiciens de tournée, et Crouser qui s'établit comme principal partenaire auteur-compositeur de Moya. Cette collaboration donne lieu à un troisième album studio, intitulé Ghosts Will Come and Kiss Our Eyes, publié chez Constellation Records à la fin 2007,,.

## Discographie
- 2001 : L'Éclat du ciel était insoutenable
- 2005 : Stem Stem in Electro
- 2007 : Ghosts Will Come and Kiss Our Eyes